# Света Троица (Алваново)
Вижте пояснителната страница за други значения на Света Троица.
„Света Троица“ е православна църква в село Алваново. Тя е част от Търговищка духовна околия, Варненска и Великопреславска епархия на Българската православна църква. Най-стара и единствена църква с метох в областта. Работи на църковно празници .

## История
Църквата е построена през 1896 година. От 70-те години на XX век храмът не е действащ. През 2010 година, поради заплаха от срутване поради течащ и прогнил покрив започват акции за спасяването на храма. В 2015 година храмът е обновен и в него се извършват редовни богослужения.